# Богданович Павло Миколайович
Павло Миколайович Богданович (7 червня 1883, Одеса, Російська імперія — 6 березня 1973, Буенос Айрес, Аргентина) — учасник Першої світової війни.

## Життєпис
Народився 7 червня 1883 р. у Одесі. Освіту отримав у Царицинській Олександрівській класичній гімназії (1902) та Київське військове училище (1904, по 1-му розряду).
Почав службу 25.09.1902 р. По закінченні отримав чин  підпоручик (ст. 09.08.1904) в 13-й лейб-гренадерський Еріванський полк. Офіцер 2-ї роти, потім був офіцером полкової учбової команди (1904), пізніше — полковий ад'ютант. У 1905—1906 рр. брав участь в експедиціях по придушенню заворушень у Закавказзі (Цалхінське плоскогір'я, Манглиський повіт). Отримав поранення в голову і спину від розриву бомби на ст. Євлах. 
Призначений ад'ютантом військового начальника Закавказької залізниці з залишенням на посаді полкового ад'ютанта (1906). Поручик (ст. 10.08.1907). 
На 1909—1910 рр. — поручик Еріванського гренадерського полку. Штабс-капітан (ст. 07.05.1911). 1911 року закінчив  Миколаївську академію Генерального штаба (по 1-му розряду). По закінченню Академії проходив цензове командування ротою у лейб-гвардії Преображенський полк (05.11.1911- 07.11.1913; командир 13-й роти). Старший ад'ютант штаба 8-їй піхотної дивізії (с 26.11.1913). Капітан (ст. 06.12.1913). В серпні 1914 р. брав участь в поході Східну Пруссію і боях 15-го армійського корпусу в Орлау, Надрау і Вапліца. Був контужений, а 17 серпня — поранений. При оточенні 13-го і 15-го армійських корпусів 17 (30) серпня 1914 р. потрапив у полон. Утримувався в таборах для військовополонених Нейсе, Крефельд, Шваренштедт, Фрідберг, Гютерсло. Три місяці утримувався в фортеці Глац.
У 1918 р. з табору Гютерсло втік у Нідерланди. У 1922 р. був запрошений на службу в військову місію при російському  посольстві в Париж і наказами по Російській армії № 162, 163, 164 призначений спочатку в подполковники (ст. 06.12.1914), а потім в полковники (ст. 15.01.1921). Був на посаді штаб-офіцера для доручень  при головноуповноваженому Головнокомандуючого Російською армією в Парижі. Був запрошений генералом Кутеповим для роботи  відділенні його штабу. У 1925 р. приступив до створення Національної організації російських розвідників  (НОРР) і очолив  її до початку Другої світової війни. У 1929 р. вибув з штабу генерала  Кутепов і повністю присвятив себе НОРР, від імені якої неодноразово виступав на сторінках журналу «Часовий». Був членом Спілки преображенців і Об'єднання лейб-гренадерського Еріванського полку.
У середині 1942 р. став редактором виданого в Парижі тижневика «Паризький вісник». У 1942—1944 рр. — в Управлінні справами російської еміграції в Парижі. У квітні-вересні 1943 р. зібрав і пожертвував Управлінню справами  російської еміграції гроші на «зимову допомогу». У 1943 р. був звинувачений гестапо в приналежності до  «николаевского монархического движения», який зберігав вірність покійному Великому князю Миколі Миколайовичу, та не був арештований. У серпні 1945 р. разом з іншими, хто співробітничав у «Паризькому віснику», як головний редактор був заарештований французькою владою.
У 1948 р. виїхав до Аргентини, де на початку був управляючим великим маєтком у горах, а потім через хворобу переїхав в Буенос-Айрес. Помер 6 березня 1973 р. в будинку престарілих «Санта-Ріта». Похований на кладовищі в Піларе, в 45 км от Буенос-Айреса.

## Нагороди
Орден Св. Станіслава 3-й ст. (Вис. пр. 1907)

## Твори
«Вторжение в Восточную Пруссию в августе 1914» (Буенос-Айрес, 1964). В книзі використані багаточисельні свідчення учасників подій.